# Cataspilates
Cataspilates is een geslacht van vlinders van de familie spanners (Geometridae), uit de onderfamilie Ennominae.

## Soorten
- C. arenosa Warren, 1897
- C. candidata Warren, 1897
- C. grisescens Warren, 1897
- C. plurilineata Warren, 1897
- C. pseudaluma Dognin, 1907
- C. quadrilinea Schaus, 1901
- C. zolessii Biezanko, 1968